# Rasnicu Oghian
Rasnicu Oghian – wieś w Rumunii, w okręgu Dolj, w gminie Cernătești. W 2011 roku liczyła 485 mieszkańców.